# Big Caslon
Big Caslon é uma família de fontes, serifada, criada por William Caslon I e digitalizada por Matthew Carter em 1994.

## Presença
- Big Caslon Medium - Mac OS X 10.4